# Epipactis muelleri
Epipactis muelleri är en orkidéart som beskrevs av Masters John Godfery. Epipactis muelleri ingår i släktet knipprötter, och familjen orkidéer. IUCN kategoriserar arten globalt som livskraftig.

## Underarter
Arten delas in i följande underarter:
- E. m. cerritae
- E. m. muelleri

## Bildgalleri

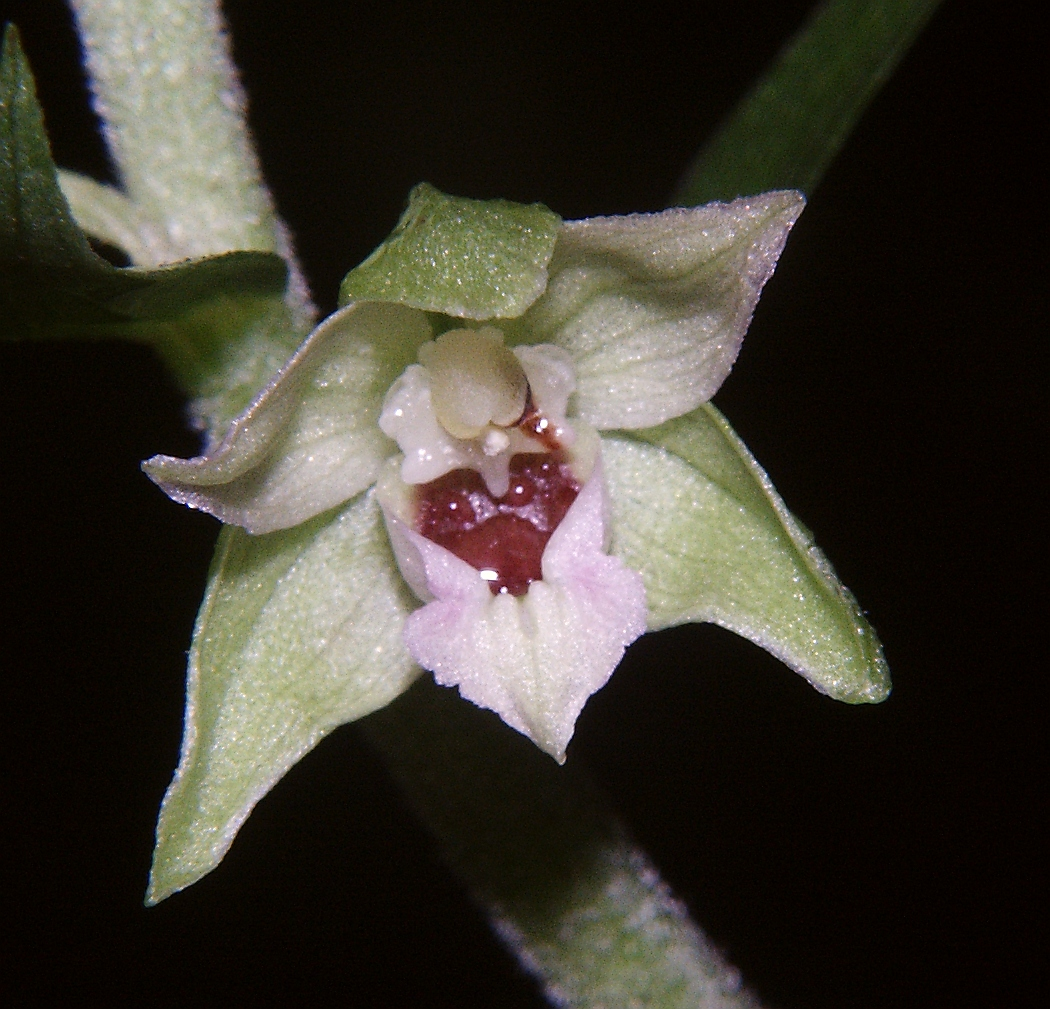
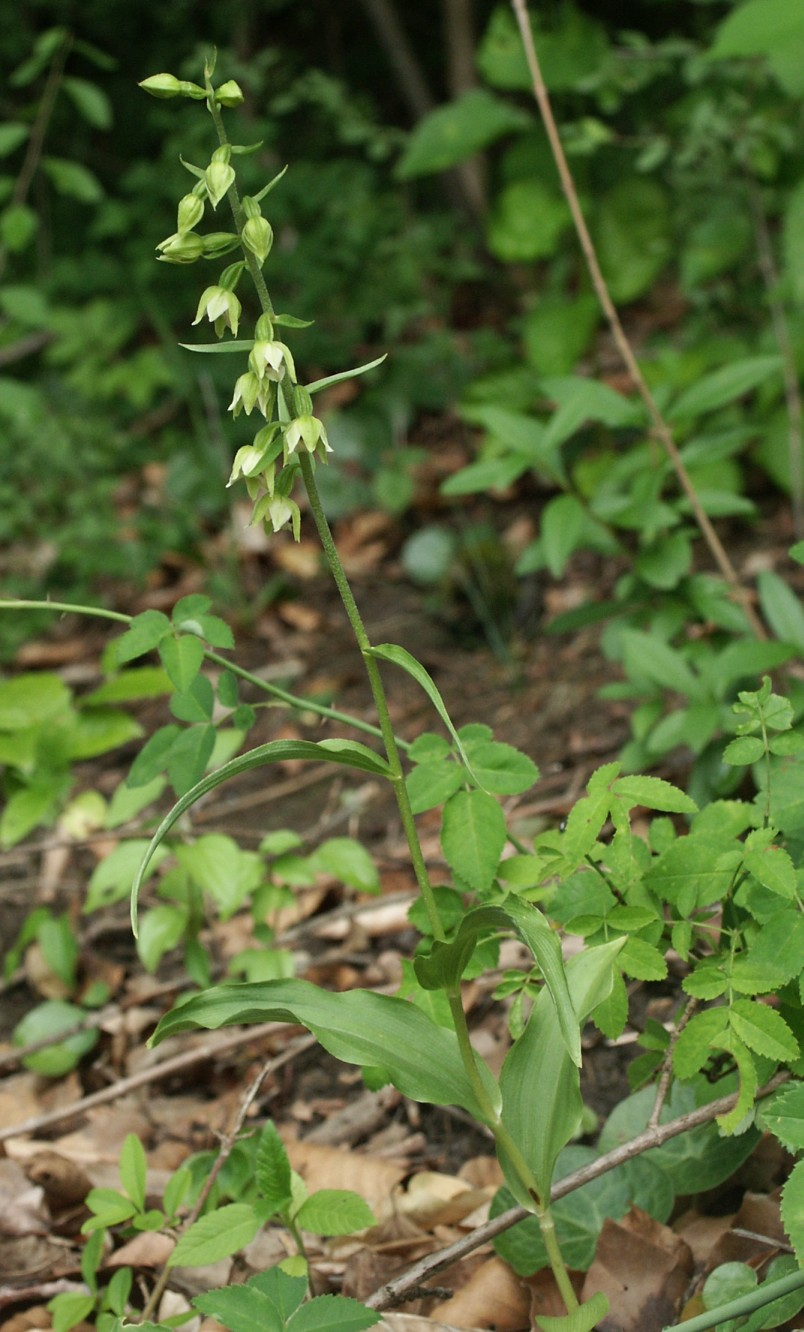
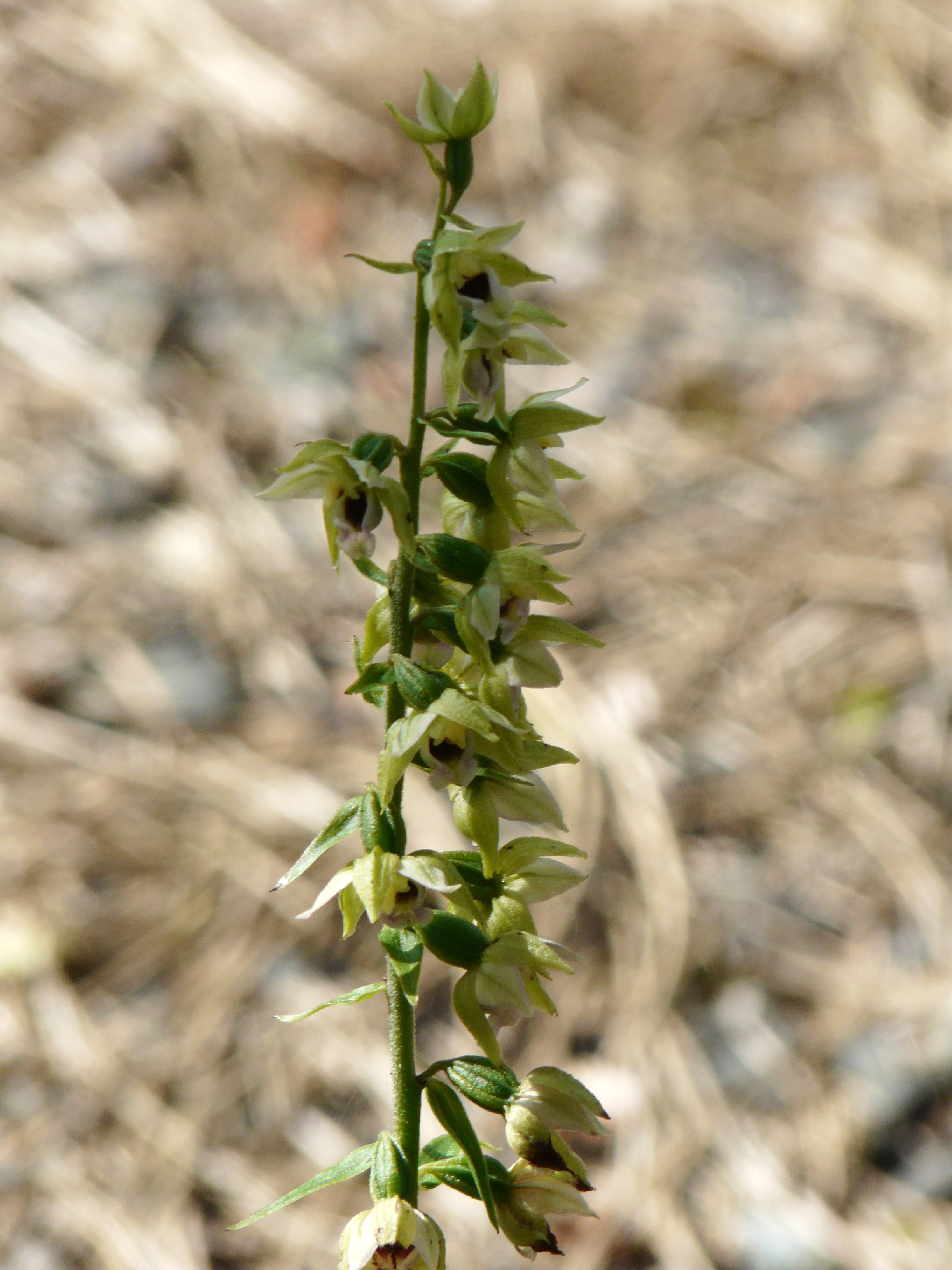
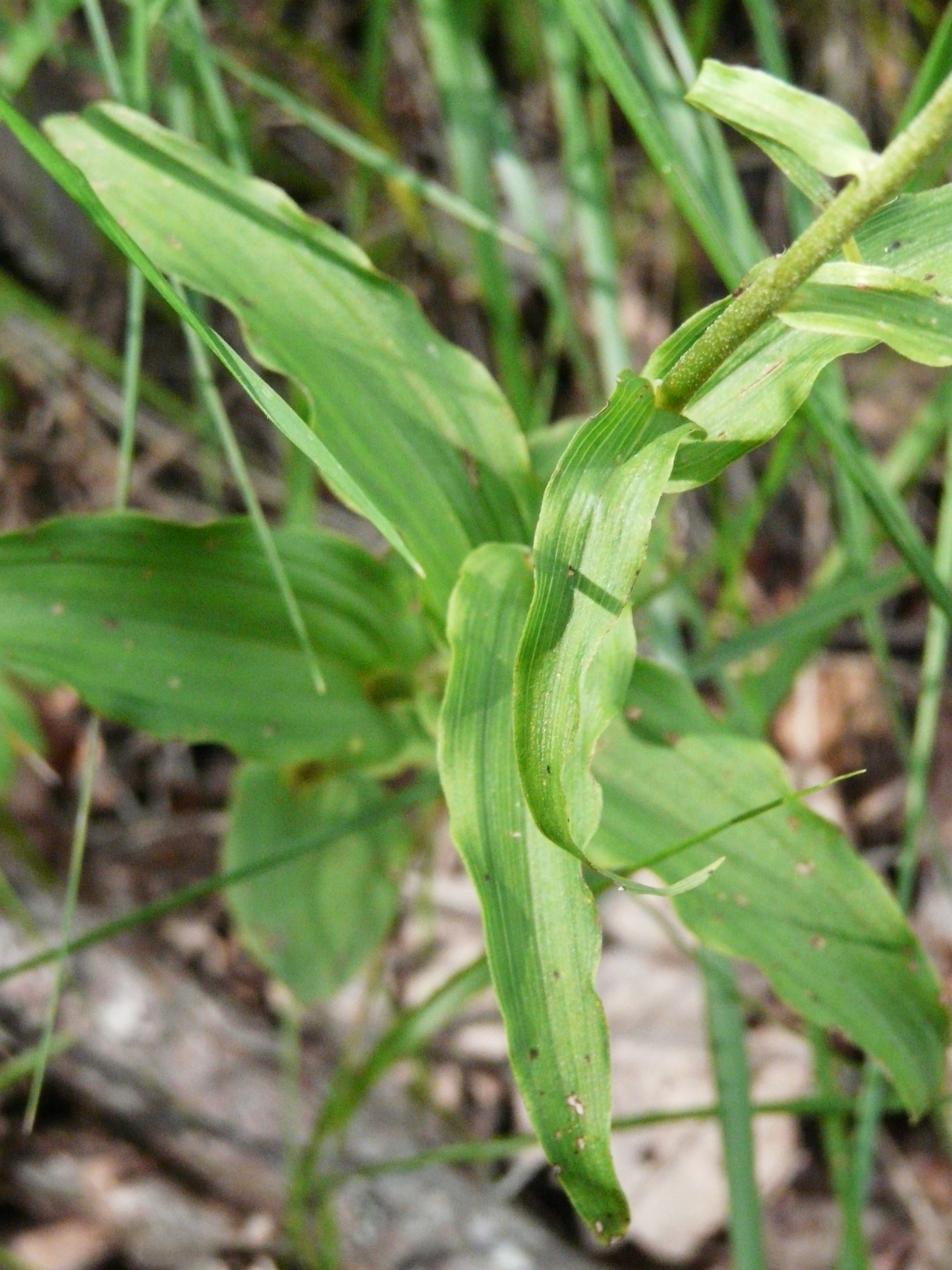
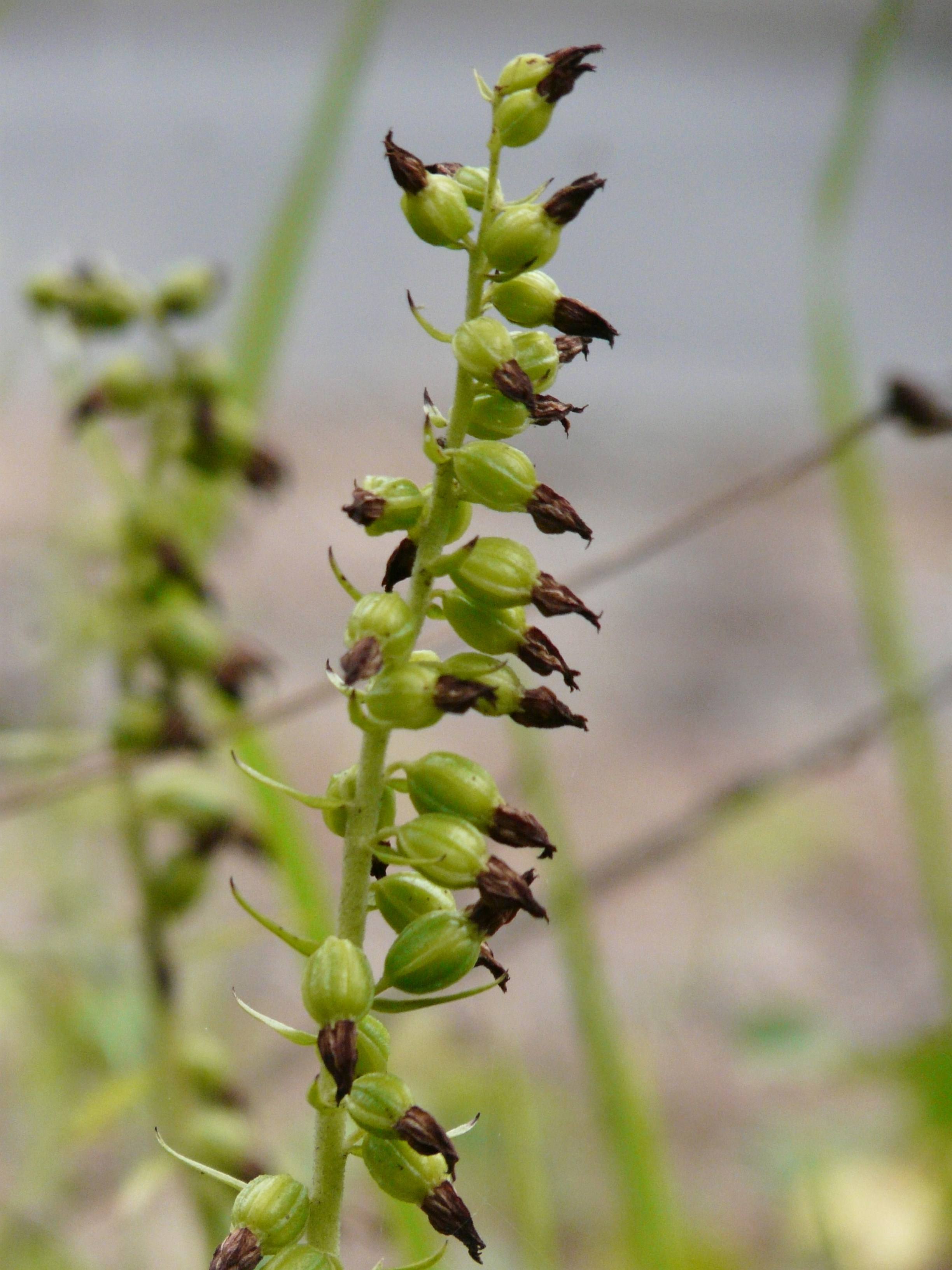
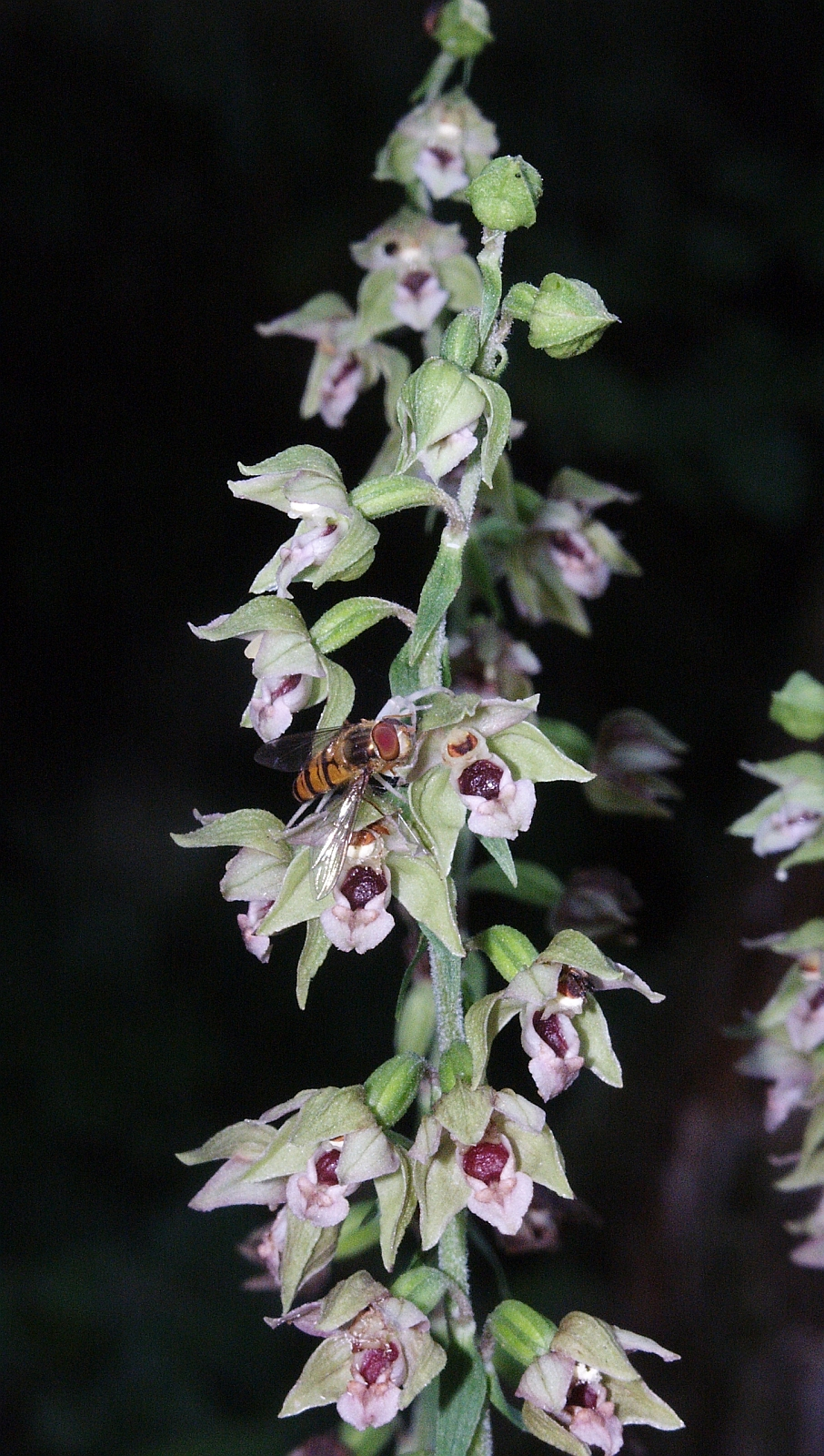